# Mitchell Lake
Mitchell Lake är en sjö i Kanada.   Den ligger i kommunen Kawartha Lakes och provinsen Ontario, i den sydöstra delen av landet, 270 km väster om huvudstaden Ottawa. Mitchell Lake ligger 254 meter över havet. Arean är 3,1 kvadratkilometer. Den sträcker sig 3,7 kilometer i nord-sydlig riktning, och 2,0 kilometer i öst-västlig riktning.